# 5e cérémonie des Victoires de la musique

Michel Sardou, record de spectateurs

La 5e cérémonie des Victoires de la musique a lieu le 3 février 1990 au Zénith de Paris. Elle est présentée par Michel Drucker et Caroline Tresca.

## Palmarès
Les gagnants sont indiqués ci-dessous en tête de chaque catégorie et en caractères gras.

### Artiste interprète masculin

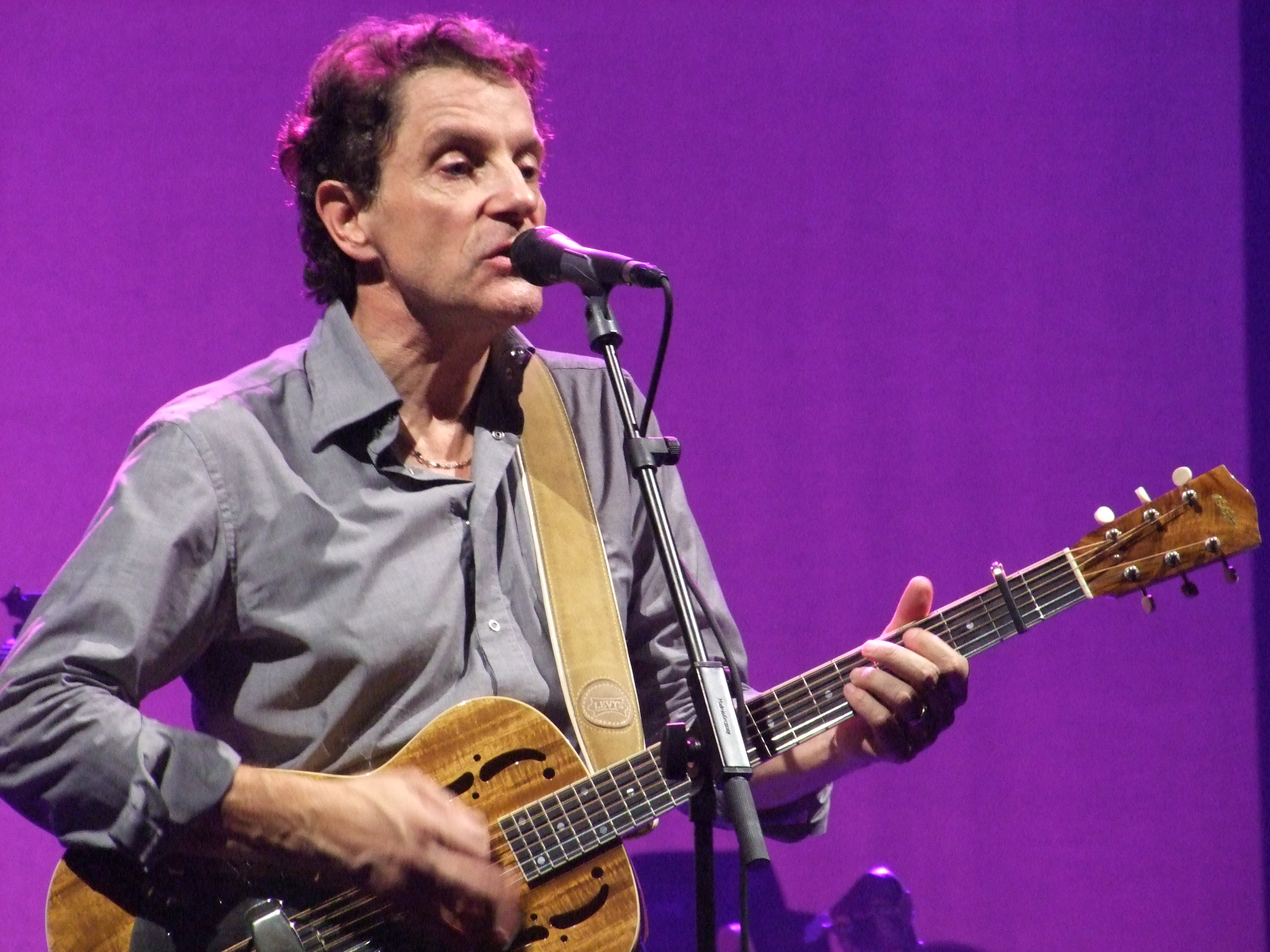
Francis Cabrel, artiste masculin.

- Francis Cabrel
  - Johnny Hallyday
  - Michel Sardou

### Artiste interprète féminine

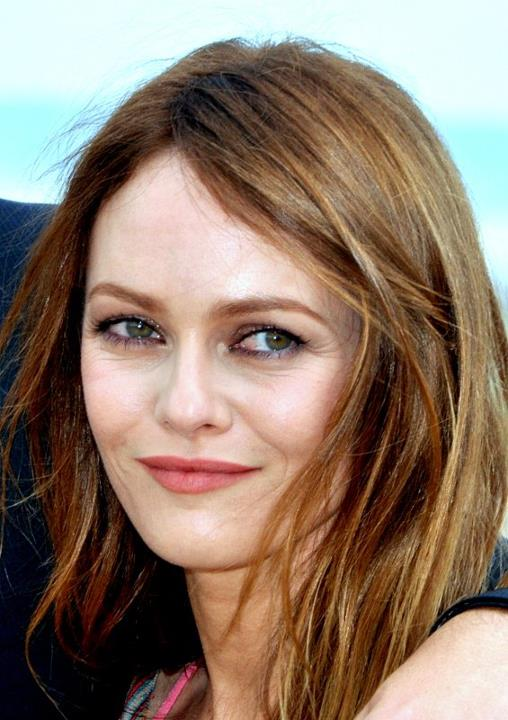
Vanessa Paradis, artiste féminine.

- Vanessa Paradis
  - Patricia Kaas
  - Elsa

### Groupe

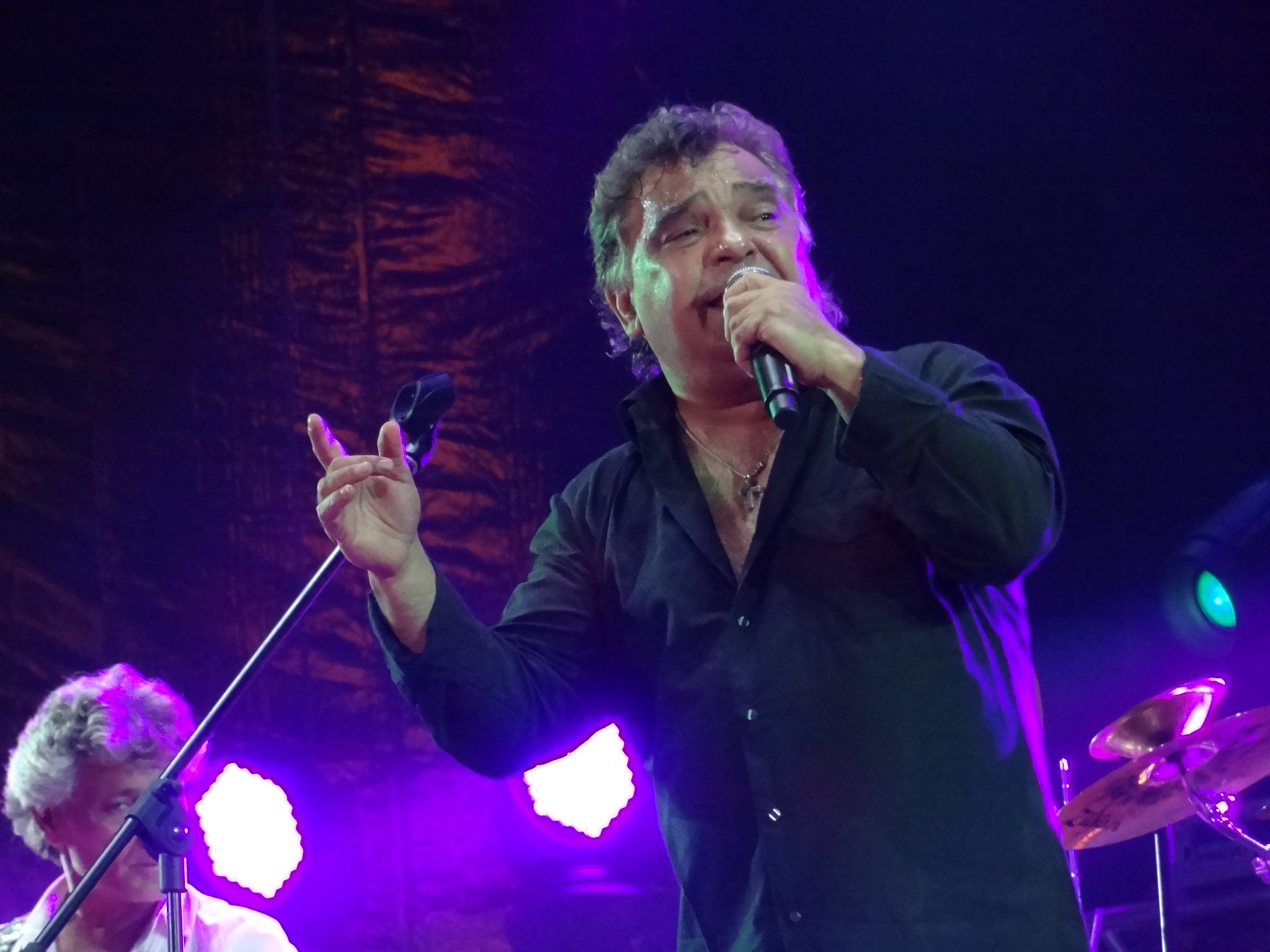
Gipsy Kings, groupe.

- Gipsy Kings
  - Kassav
  - Mano Negra

### Révélation variétés masculine
- Philippe Lafontaine
  - Jean-Louis Murat
  - Philippe Swan

### Révélation variétés féminine
- Corinne Hermès
  - Melody
  - Linda William'

### Album
- Sarbacane de Francis Cabrel
  - Cadillac de Johnny Hallyday
  - Ultra moderne solitude d'Alain Souchon

### Chanson
- Quand j'serai KO d'Alain Souchon (paroles et musique : Alain Souchon)
  - C'est écrit de Francis Cabrel (paroles : Francis Cabrel - Roger Secco - musique : Michel Françoise - Francis Cabrel)
  - Le soleil donne de Laurent Voulzy (paroles : Alain Souchon - Laurent Voulzy - musique : Laurent Voulzy)

### Spectacle musical
- Francis Cabrel au Zénith (Production : Rainbow Concert/Coullier)
  - Michel Sardou à Bercy (Production : Spectacles Camus Coullier)
  - Starmania de Michel Berger et Luc Plamondon (Production : Spectacles Camus Coullier / Hachette Première et Cie /Disques Apache)

### Album de la communauté francophone
- Hélène de Roch Voisine (Canada)
  - My Place de Stephan Eicher (Suisse)
  - Maurane de Maurane (Belgique)

### Humoriste
- Les Inconnus
  - Guy Bedos
  - Smaïn

### Musique de film
- Camille Claudel par Gabriel Yared
  - Itinéraire d'un enfant gâté par Francis Lai
  - L'Ours par Philippe Sarde

### Vidéo-clip
- Casser la voix de Patrick Bruel, réalisé par Joëlle Bouvier et Régis Obadia
  - Mosquito de Vanessa Paradis, réalisé par Simon Kentish
  - Pourvu qu'elles soient douces de Mylène Farmer, réalisé par Laurent Boutonnat
  - Quand j'serai KO d'Alain Souchon, réalisé par Éric Iferman
  - Sarbacane de Francis Cabrel, réalisé par Maxime Ruiz

## Victoire de l'exportation
Patricia Kaas reçoit une Victoire pour l'album qui s'est le mieux exporté.

## Victoire du plus grand nombre de spectateurs
Michel Sardou reçoit une Victoire pour le plus grand nombre de spectateurs pendant sa tournée de 1989.

## Victoire d'honneur
Une victoire d'honneur est remise à Serge Gainsbourg pour l'ensemble de sa carrière. Après un discours de Michel Sardou, ce dernier entame La Javanaise, accompagné ensuite par Patrick Bruel, Laurent Voulzy, Vanessa Paradis et l'auteur lui-même.  Eddy Mitchell les rejoint sur scène pour lui remettre le trophée.

## Chansons de la décennie
Les Victoires de la musique célèbrent la décennie en dévoilant un classement des 10 chansons de la décennie :
1. Belle-Île-en-Mer, Marie-Galante (1985) de Laurent Voulzy
2. Marcia Baïla (1984) des Rita Mitsouko
3. Évidemment (1987) de France Gall
4. La Langue de chez nous (1985) d'Yves Duteil
5. L'Aziza (1985) de Daniel Balavoine
6. Nougayork (1987) de Claude Nougaro
7. La Boîte de jazz (1985) de Michel Jonasz
8. Né quelque part (1987) de Maxime Le Forestier
9. Les Lacs du Connemara (1981) de Michel Sardou
10. Là-bas (1987) de Jean-Jacques Goldman et Sirima

## Artistes à nominations multiples
- Francis Cabrel (5)
- Alain Souchon (3)
- Johnny Hallyday (2)
- Vanessa Paradis (2)
- Michel Sardou (2)

## Artiste à récompenses multiples
- Francis Cabrel (3)

## Polémique
La victoire de la chanteuse Corinne Hermès dans la catégorie Révélation féminine de l'année sera sujette à quelques réserves. Effectivement, lorsque la chanteuse monte recevoir sa victoire, des mains de Roch Voisine, la présentatrice Caroline Tresca, rappelle à l'antenne que cela fait longtemps qu'elle chante, et qu'elle a remporté le prix de l'Eurovision (En 1983, pour le Luxembourg avec la chanson Si la vie est cadeau). Son premier disque 45 tours, sous le nom de Corinne Miller, remontait à 1979. Cette déclaration de Caroline Tresca est suivie d'un blanc, puis d'une déclaration de Corinne Hermès, remerciant les professionnels lui accordant ce prix, mais répondant à Caroline Tresca qu'elle était trop émue pour pouvoir lui répondre sur le moment. 
La chanteuse avait sorti, en 1989, un nouveau 45 tours, intitulé Dessine-moi, qui avait rencontré le succès en se classant 15e du Top 50, et dont le producteur n'était autre que le réalisateur de télévision Gérard Louvin, sur son label de disques Baxter Music. 
Après 1983 et sa victoire à l'Eurovision, Corinne Hermès, malgré le tube obtenu avec Si la vie est cadeau, avait sorti d'autres 45 tours, dont Ma liberté, en 1986, qui n'avaient pas obtenu assez de succès pour qu'elle soit reconnue par la profession lors de précédentes éditions des Victoires de la Musique. 